# 豪镇 (法属波利尼西亚)
豪镇（Hao）是法国海外集体法屬玻里尼西亞土阿莫土-甘比尔群岛行政区的一个市镇，领土涵盖同名环礁及嫩奧嫩奧環礁、马努杭伊环礁、帕拉瓦環礁、阿胡努伊環礁、阿馬努環礁、雷卡雷卡環礁、陶埃雷環礁，以及组成格洛斯特公爵群島的四座环礁——海雷海雷图埃环礁、阿努阿努拉羅環礁、阿努阿努龙阿环礁和努庫泰皮皮環礁。

## 地理
豪镇（18°15'28"S, 140°52'24"W）面积47 平方千米，位于法国海外集体法屬玻里尼西亞土亞莫土群島。
由于豪镇领土为海洋中的环礁，故不与任何市镇接壤。

## 行政
豪镇的邮政编码为98767、98790，INSEE市镇编码为98720。

## 政治
豪镇的现任市长为伊瑟·布彻-费里（Yseult Butcher-Ferry）女士，任期为2020-2026年。

## 人口
豪镇于2022年时的人口数量为1,227人。